# Heritiera rumphii
Heritiera rumphii är en malvaväxtart som beskrevs av André Joseph Guillaume Henri Kostermans. Heritiera rumphii ingår i släktet Heritiera och familjen malvaväxter. Inga underarter finns listade i Catalogue of Life.